# Obaga de l'Hostal Roig
L'Obaga de l'Hostal Roig és una obaga del terme municipal de Gavet de la Conca, al Pallars Jussà, prop de l'Hostal Roig. És a l'extrem sud del terme municipal, al sud de l'Hostal Roig i de Mata-solana, al vessant nord-oest de la Roca Alta, del Montsec de Rúbies, i al nord-oest de les Feixes de la Roca Alta.